# یوبتسو، هوکایدو
یوبتسو، هوکایدو (به لاتین: Yūbetsu, Hokkaido) یک منطقهٔ مسکونی در ژاپن است که در Okhotsk Subprefecture واقع شده‌است. یوبتسو  ۱۰٬۰۴۴ نفر جمعیت دارد.